# Abigail Hawk
Abigail Diane Hawk (* 18. April 1982 in Marietta, Georgia als Abigail Diane Gustafson) ist eine US-amerikanische Schauspielerin, die vor allem durch ihre Rolle der Abigail Baker in der US-Fernsehserie Blue Bloods – Crime Scene New York bekannt wurde.

## Leben und Karriere
Abigail Hawk wurde als Tochter von Robert und Diane Gustafson in Marietta im US-Bundesstaat Georgia geboren. Nach einer Schauspielausbildung, die sie unter anderem von 1996 bis 2000 an der North Springs High School, seit 2008 North Springs Charter School of Arts and Sciences, in Sandy Springs, Georgia, verbrachte, schloss sie 2004 die University of Maryland, College Park mit einem Bachelor of Fine Arts in Theatre ab. 1995 hatte sie bereits in der Fernsehserie Reality Check neben Ryan Seacrest und John Aaron Bennett als Samantha Bonner in einer der Hauptrollen mitgewirkt. Erst 2006 hatte sie eine kleine Gastrolle in der Fernsehserie Law & Order: Special Victims Unit, gefolgt von einer kleinen Rolle im oscarnominierten Musicalfilm Across the Universe im Jahr 2007.
Nach Einsätzen in Kevan Tuckers Independentfilm The Unidentified (2008) und in der Titelrolle im Kurzfilm The Tragedy of Maria Macabre (2010) wurde sie 2010 als Nebenrolle der Detective 1st Grade Abigail Baker, der Assistentin des New York City Police Commissioner Frank Reagan (gespielt von Tom Selleck), für die CBS-Krimiserie Blue Bloods – Crime Scene New York verpflichtet. Zu Unstimmigkeiten kam es bei ihrem Namen in der Serie, da sie unter anderem zu Beginn der ersten Staffel als Melissa Baker aufgeführt wurde und danach zumeist unter dem Namen Abigail Baker oder nur Baker angesprochen bzw. angeführt wurde. Auch am Ende der 19. Episode der dritten Staffel wird sie von Frank Reagan mit Melissa angesprochen. In der deutschsprachigen Synchronfassung der Serie wird ihr die Stimme von Melanie Hinze geliehen. Hinze war danach auch Hawks Synchronsprecherin in einer Episode von Body of Proof im Jahre 2011.
2012 war sie in einer Episode von Are We There Yet? und 2015 in einer Folge von The Jim Gaffigan Show zu sehen. 2015 trat sie auch als Segment-Regisseurin bei The Peter Austin Noto Show in Erscheinung und trat in diesen sechs Episoden auch selbst auf. 2016 sind zwei weitere Filmproduktionen, in denen Abigail Hawk als Schauspielerin beteiligt war, erschienen. In Bubble Girl von Peter McGennis ist sie in der Rolle der Eva Young zu sehen; während sie in Domenica Cameron-Scorseses, Tochter von Martin Scorsese, Almost Paris, als Ellie mitspielt. Sie arbeitet auch als Theaterschauspielerin, unter anderem an der Malisa Theatre Academy in New York City.
2009 heiratete sie Bryan Spies, einen damaligen Mitarbeiter in Thomas Kellers Bouchon Bakery in New York City, während sie selbst dort eine L’Occitane-Boutique führte.

## Filmografie
Filmauftritte (auch Kurzauftritte)
- 2007: Across the Universe
- 2008: The Unidentified
- 2010: The Tragedy of Maria Macabre (Kurzfilm)
- 2016: Almost Paris
- 2016: A Christmas in Vermont (Fernsehfilm)
- 2018: Rich Boy, Rich Girl
- 2019: Bubble Girl
- 2020: Joy & Hope (Fernsehfilm)
- 2021: Under the Stadium Lights
- 2021: Assault on VA-33
- 2021: The Wrong Path
- 2021: The Maltese Holiday (Fernsehfilm)
- 2023: Daruma
- 2023: Body in the Attic (Fernsehfilm)

Serienauftritte (auch Gast- und Kurzauftritte)
- 1995: Reality Check (unbekannte Anzahl an Episoden)
- 2006, 2018: Law & Order: Special Victims Unit (2 Episoden)
- 2010–2024: Blue Bloods – Crime Scene New York
- 2011: Body of Proof (1 Episode)
- 2012: Are We There Yet? (1 Episode)
- 2015: The Jim Gaffigan Show (1 Episode)
- 2020: Bromance (4 Episoden)